# 千本久信
千本 久信（せんもと ひさのぶ、1827年7月13日（文政10年6月20日） - 1885年（明治18年）10月15日）は、幕末の福井藩士、明治期の官僚・実業家。広島県権参事（未赴任）。初名・弥三郎。

## 経歴
越前国足羽郡福井下江戸町（現:福井県福井市）で、福井藩士・千本久備の長男として生まれる。天保2年4月5日（1831年5月16日）実父・久備の危篤に伴い、千本家は養父として小林久達（藤左衛門、東岫）を迎える。嘉永6年7月20日（1853年8月24日）江戸での砲術調練修行を命ぜられ、その後、兵科懸り、兵科局詰、兵科取調方などを務める。文久2年3月29日（1862年4月27日）書院番格として江戸詰となり、以後、松平春嶽の側近として活躍。公用人、目付、評定役、司計頭取、参政などを歴任。
明治2年10月14日（1869年11月17日）福井藩権大参事に就任。明治4年11月15日（1871年12月26日）広島県権参事に発令されたが、赴任途中の同年11月25日（1872年1月5日）福井県（第一次）権参事となり、広島に着任することなく福井に戻った。同年12月20日（1872年1月29日） 福井県が足羽県と改称し、1873年1月14日、足羽県が廃止され権参事を免ぜられた。
その後、第九十二国立銀行支配人、桑蚕会社社長などを務め、旧福井藩士の授産について尽力した。